# 拉加西伊
拉加西伊（法語：La Gacilly，法語發音：[la ɡasiji]）是法国莫尔比昂省的一个市镇，属于瓦讷区。该市镇于2017年由原拉加西伊与市镇拉沙佩勒加斯利讷和格莱纳克合并而成。

## 地理
拉加西伊（47°45'54"N, 2°7'55"W）面积37.97 平方千米，位于法国布列塔尼大區莫尔比昂省，该省份为法国西北部沿海省份，位于布列塔尼半岛南部，北起阿摩尔滨海省、西接菲尼斯泰尔省，南濒大西洋，东南接大西洋卢瓦尔省，东临伊勒-维莱讷省。
与拉加西伊接壤的市镇（或旧市镇、城区）包括：卡朗图瓦尔、阿夫河畔锡克斯特、库尔农、乌斯特河畔班、乌斯特河畔圣樊尚、佩亚克、莱富日雷、圣尼古拉迪泰特尔。
拉加西伊的时区为UTC+01:00、UTC+02:00（夏令时）。

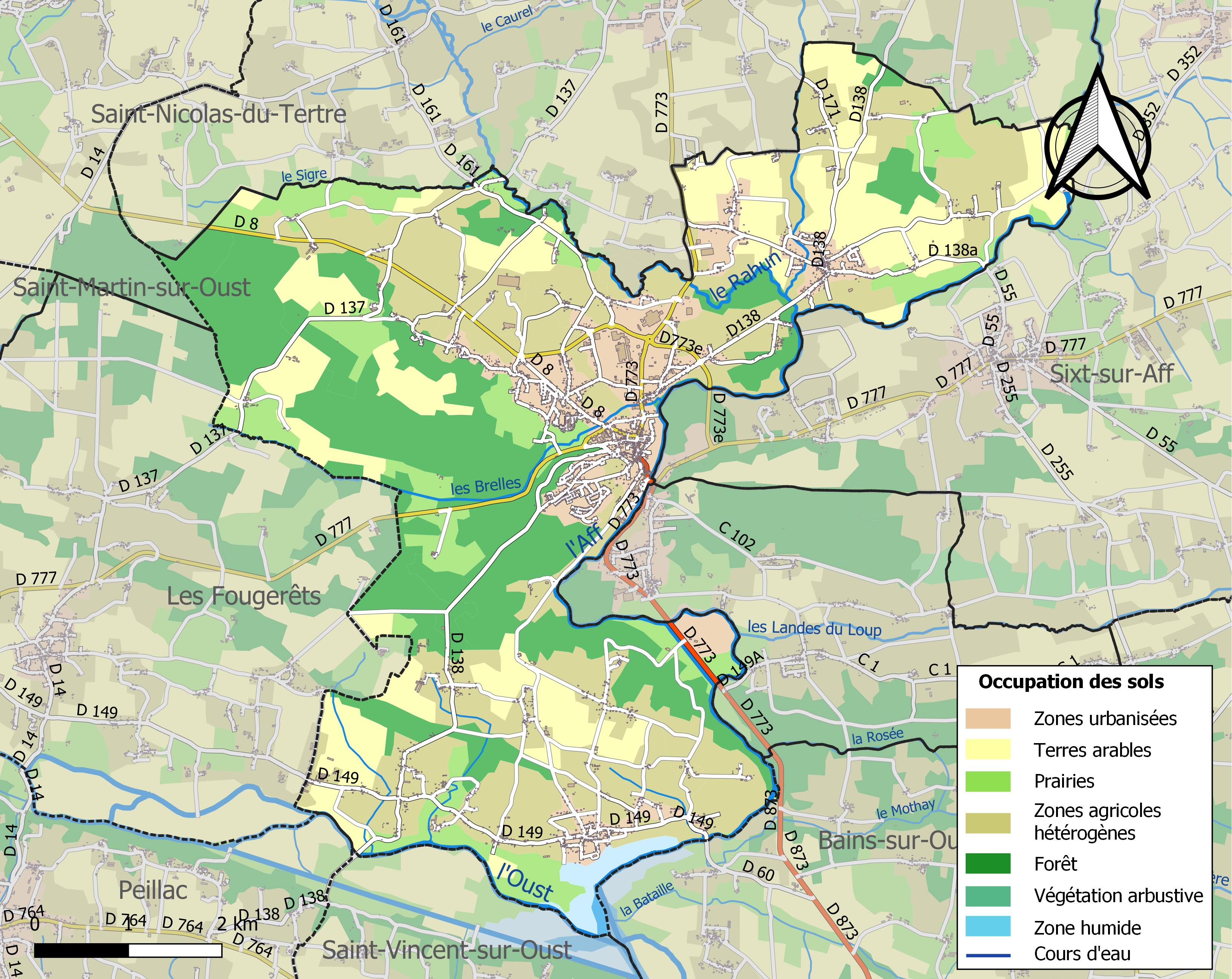
拉加西伊的OSM定位图

## 行政
拉加西伊的邮政编码为56200，INSEE市镇编码为56061。

## 政治
拉加西伊所属的省级选区为盖尔县。

## 人口

1962-2008年间拉加西伊人口变化图示

拉加西伊于2022年1月1日时的人口数量为4011人。